# Jaime Belmonte
Jaime Belmonte Magdaleno (8 ottobre 1934 – 21 gennaio 2009) è stato un calciatore messicano, di ruolo attaccante.

## Carriera
Con la Nazionale messicana ha preso parte ai Mondiali 1958.